# Tiemen Groen
Tiemen Groen (Follega, 6 de julio de 1946-Malmesbury, Sudáfrica, 26 de octubre de 2021) fue un deportista neerlandés que compitió en ciclismo en las modalidades de pista, especialista en la prueba de persecución individual, y ruta.
Ganó cuatro medallas de oro en el Campeonato Mundial de Ciclismo en Pista entre los años 1964 y 1967.
En carretera obtuvo una medalla de plata en el Campeonato Mundial de Ciclismo en Ruta de 1966, en la prueba de contrarreloj por equipos.
Participó en los Juegos Olímpicos de Tokio 1964, ocupando el cuarto lugar en la disciplina de persecución individual.

## Medallero internacional
| Campeonato Mundial | Campeonato Mundial       | Campeonato Mundial | Campeonato Mundial         |
| Año                | Lugar                    | Medalla            | Competición                |
| ------------------ | ------------------------ | ------------------ | -------------------------- |
| 1964               | París (Francia)          | Medalla de oro     | Persecución individual (A) |
| 1965               | San Sebastián (España)   | Medalla de oro     | Persecución individual (A) |
| 1966               | Fráncfort (RFA)          | Medalla de oro     | Persecución individual (A) |
| 1967               | Ámsterdam (Países Bajos) | Medalla de oro     | Persecución individual (P) |

| Campeonato Mundial | Campeonato Mundial | Campeonato Mundial | Campeonato Mundial       |
| Año                | Lugar              | Medalla            | Competición              |
| ------------------ | ------------------ | ------------------ | ------------------------ |
| 1966               | Nürburgring (RFA)  | Medalla de plata   | Contrarreloj por equipos |